# Chthonerpeton onorei
Chthonerpeton onorei es una especie de anfibios gimnofiones de la familia Caeciliidae.
Es endémica de la vertiente amazónica de los Andes en Ecuador. Se halla a más de 1000 m de altitud en la provincia de Napo. 